# 全国高等学校サッカー選手権大会 (山口県勢)
この項目は、全国高等学校サッカー選手権大会における山口県勢の成績について記す。
山口県予選については、全国高等学校サッカー選手権大会山口県大会を参考のこと。

## 歴代代表校

### 1県1代表制以前
| 年度（大会）         | 出場校                      | 試合結果                                                                     | 成績   | 備考                           |
| -------------------- | --------------------------- | ---------------------------------------------------------------------------- | ------ | ------------------------------ |
| 1949年（第28回大会） | 山口東（初出場）            | 1回戦 5 - 2 岐阜(岐阜) 準々決勝 3 - 0 仙台一(宮城) 準決勝 1 - 4 宇都宮(栃木) | 2勝1敗 | ベスト4                        |
| 1951年（第30回大会） | 山口（2年ぶり2回目）        | 1回戦 5 - 4 刈谷(愛知) 準々決勝 1 - 5 長田(兵庫)                             | 1勝1敗 | ベスト8 山口東が山口に校名変更 |
| 1959年（第38回大会） | 山口（8年ぶり3回目）        | 1回戦 1 - 2 仙台育英(宮城)                                                   | 0勝1敗 |                                |
| 1961年（第40回大会） | 多々良学園（初出場）        | 1回戦 1 - 5 松本県ヶ丘(長野)                                                 | 0勝1敗 |                                |
| 1962年（第41回大会） | 山口（3年ぶり4回目）        | 1回戦 0 - 5 韮崎(山梨)                                                       | 0勝1敗 |                                |
| 1963年（第42回大会） | 小野田工（初出場）          | 1回戦 0 - 0 西目農(秋田)                                                     | 0勝1敗 | 同点による抽選敗け             |
| 1964年（第43回大会） | 多々良学園（3年ぶり2回目）  | 1回戦 1 - 2 仙台育英(宮城)                                                   | 0勝1敗 |                                |
| 1965年（第44回大会） | 小野田工（2年ぶり2回目）    | 1回戦 1 - 4 習志野(千葉)                                                     | 0勝1敗 |                                |
| 1971年（第50回大会） | 山口（9年ぶり5回目）        | 2回戦 1 - 3 韮崎(山梨)                                                       | 0勝1敗 |                                |
| 1973年（第52回大会） | 岩国工（初出場）            | 1回戦 0 - 5 大分工(大分)                                                     | 0勝1敗 |                                |
| 1974年（第53回大会） | 山口（3年ぶり6回目）        | 1回戦 1 - 0 仙台育英(宮城) 2回戦 0 - 2 初芝(大阪)                            | 1勝1敗 |                                |
| 1975年（第54回大会） | 山口（2年連続7回目）        | 1回戦 2 - 0 金沢桜丘(石川) 2回戦 0 - 0 (PK 1 - 4) 愛知(愛知)                 | 1勝1敗 |                                |
| 1977年（第56回大会） | 山口（2年ぶり8回目）        | 1回戦 0 - 3 宇都宮農(栃木)                                                   | 0勝1敗 |                                |
| 1978年（第57回大会） | 山口（2年連続9回目）        | 1回戦 1 - 2 室蘭大谷(北海道)                                                 | 0勝1敗 |                                |
| 1979年（第58回大会） | 山口（3年連続10回目）       | 1回戦 2 - 1 新潟工(新潟) 2回戦 0 - 3 水戸商(茨城)                            | 1勝1敗 |                                |
| 1980年（第59回大会） | 多々良学園（16年ぶり3回目） | 1回戦 0 - 2 韮崎(山梨)                                                       | 0勝1敗 |                                |
| 1981年（第60回大会） | 小野田工（16年ぶり3回目）   | 1回戦 1 - 0 丸岡(福井) 2回戦 1 - 3 八千代(千葉)                              | 1勝1敗 |                                |

### 1県1代表制以降
| 年度（大会）          | 優勝校                       | 試合結果 | 成績   | 備考                           |
| --------------------- | ---------------------------- | --- | ------ | ------------------------------ |
| 1983年（第62回大会）  | 多々良学園（3年ぶり4回目）   | 1回戦 4 - 0 鶴岡南(山形) 2回戦 3 - 0 富山一(富山) 3回戦 0 - 0 (PK7 - 8) 安積商(福島)                                                       | 2勝1敗 |                                |
| 1984年（第63回大会）  | 山口（5年ぶり11回目）        | 1回戦 0 - 2 前橋商(群馬) | 0勝1敗 |                                |
| 1985年（第64回大会）  | 山口（2年連絡12回目）        | 2回戦 1 - 1 (PK6 - 5) 古河一(茨城) 3回戦 1 - 0 京都商(京都) 準々決勝 0 - 1 秋田商(秋田)                                                    | 2勝1敗 | ベスト8                        |
| 1986年（第65回大会）  | 山口（3年連続13回目）        | 1回戦 0 - 0 (PK4 - 2) 日大藤沢(神奈川) 2回戦 1 - 1 (PK2 - 3) 富山中部(富山)                                                                | 1勝1敗 |                                |
| 1987年（第66回大会）  | 多々良学園（4年ぶり5回目）   | 1回戦 0 - 1 新潟工(新潟) | 0勝1敗 |                                |
| 1988年（第67回大会）  | 山口（2年ぶり14回目）        | 1回戦 1 - 5 帝京(東京) | 0勝1敗 |                                |
| 1989年（第68回大会）  | 山口（2年連続15回目）        | 1回戦 1 - 5 桐蔭学園(神奈川) | 0勝1敗 |                                |
| 1990年（第69回大会）  | 山口（3年連続16回目）        | 1回戦 1 - 2 宮城工(宮城) | 0勝1敗 |                                |
| 1991年（第70回大会）  | 山口（4年連続17回目）        | 2回戦 2 - 3 市立船橋(千葉) | 0勝1敗 |                                |
| 1992年（第71回大会）  | 山口（5年連続18回目）        | 1回戦 0 - 1 仙台育英(宮城) | 0勝1敗 |                                |
| 1993年（第72回大会）  | 多々良学園（6年ぶり6回目）   | 2回戦 0 - 0 (PK4 - 2) 修徳(東京) 3回戦 1 - 1 (PK3 - 1) 高松商(香川) 準々決勝 0 - 0 (PK3 - 5) 国見(長崎)                                    | 2勝1敗 | ベスト8                        |
| 1994年（第73回大会）  | 多々良学園（2年連続7回目）   | 1回戦 2 - 1 秋田商(秋田) 2回戦 1 - 0 香川西(香川) 3回戦 0 - 2 宮崎工(宮崎)                                                                 | 2勝1敗 |                                |
| 1995年（第74回大会）  | 多々良学園（3年連続8回目）   | 1回戦 4 - 0 青森山田(青森) 2回戦 2 - 2 (PK 5 - 4)盛岡商(岩手) 3回戦 0 - 0 (PK 4 - 3)耳成(奈良) 準々決勝 2 - 3 初芝橋本(和歌山)             | 3勝1敗 | ベスト8                        |
| 1996年（第75回大会）  | 多々良学園（4年連続9回目）   | 1回戦 1 - 2 韮崎(山梨) | 0勝1敗 |                                |
| 1997年（第76回大会）  | 多々良学園（5年連続10回目）  | 1回戦 0 - 2 前橋商(群馬) | 0勝1敗 |                                |
| 1998年（第77回大会）  | 多々良学園（6年連続11回目）  | 1回戦 1 - 2 青森山田(青森) | 0勝1敗 |                                |
| 1999年（第78回大会）  | 多々良学園（7年連続12回目）  | 1回戦 2 - 1 大船渡(岩手) 2回戦 0 - 1 初芝橋本(和歌山)                                                                                      | 1勝1敗 |                                |
| 2000年（第79回大会）  | 多々良学園（8年連続13回目）  | 1回戦 0 - 0 (PK 3 - 5)青森山田(青森) | 0勝1敗 |                                |
| 2001年（第80回大会）  | 多々良学園（9年連続14回目）  | 1回戦 1 - 3 東北(宮城) | 0勝1敗 |                                |
| 2002年（第81回大会）  | 多々良学園（10年連続15回目） | 1回戦 1 - 1 (PK3 - 2) 静岡学園(静岡) 2回戦 2 - 3 桐蔭学園(神奈川)                                                                          | 1勝1敗 |                                |
| 2003年（第82回大会）  | 多々良学園（11年連続16回目） | 1回線 2 - 3 札幌一(北海道) | 0勝1敗 |                                |
| 2004年（第83回大会）  | 多々良学園（12年連続17回目） | 2回戦 1 - 0 東海大三(長野) 3回戦 3 - 2 羽黒(山形) 準々決勝 1 - 2 鹿児島実(鹿児島)                                                          | 2勝1敗 | ベスト8                        |
| 2005年（第84回大会）  | 多々良学園（13年連続18回目） | 2回戦 2 - 1 流経大柏(千葉) 3回戦 3 - 2 青森山田(青森) 準々決勝 2 - 1 鹿島学園(茨城) 準決勝 0 - 1 野洲(滋賀)                                | 3勝1敗 | ベスト4                        |
| 2006年（第85回大会）  | 高川学園（14年連続19回目）   | 2回戦 2 - 5 室蘭大谷(北海道) | 0勝1敗 | 多々良学園が高川学園に校名変更 |
| 2007年（第86回大会）  | 高川学園（15年連続20回目）   | 1回戦 3 - 0 岐阜工(岐阜) 2回戦 2 - 1 近大附(大阪) 3回戦 2 - 1 埼玉栄(埼玉) 準々決勝 2 - 0 遠野(岩手) 準決勝 0 - 1 藤枝東(静岡)             | 4勝1敗 | ベスト4                        |
| 2008年（第87回大会）  | 西京（初出場）               | 2回戦 1 - 1 (PK 2 - 4) 宇都宮白楊(栃木) | 0勝1敗 |                                |
| 2009年（第88回大会）  | 山口（17年ぶり19回目）       | 1回戦 1 - 3 富山第一(富山) | 0勝1敗 |                                |
| 2010年（第89回大会）  | 宇部（初出場）               | 2回戦 1 - 3 新潟西(新潟) | 0勝1敗 |                                |
| 2011年（第90回大会）  | 高川学園（4年ぶり21回目）    | 2回戦 0 - 2 矢板中央(栃木) | 0勝1敗 |                                |
| 2012年（第91回大会）  | 聖光（初出場）               | 1回戦 1 - 1 (PK 5 - 4) 盛岡中央(岩手) 2回戦 1 - 1 (PK 6 - 7) 滝川第二(兵庫)                                                                | 1勝1敗 |                                |
| 2013年（第92回大会）  | 西京（5年ぶり2回目）         | 1回戦 3 - 4 松商学園(長野) | 0勝1敗 |                                |
| 2014年（第93回大会）  | 高川学園（3年ぶり22回目）    | 1回戦 2 - 1 東京都市大学塩尻(長野) 2回戦 2 - 3 日大藤沢(神奈川)                                                                            | 1勝1敗 |                                |
| 2015年（第94回大会）  | 山口県鴻城（初出場）         | 1回戦 0 - 0 (PK 4 - 2) 日大山形(山形) 2回戦 0 - 8 帝京第三(山梨)                                                                           | 1勝1敗 |                                |
| 2016年（第95回大会）  | 高川学園（2年ぶり23回目）    | 1回戦 1 - 2 鹿島学園(茨城) | 0勝1敗 |                                |
| 2017年（第96回大会）  | 高川学園（2年連続24回目）    | 1回戦 1 - 1 (PK 5 - 3) 清水桜が丘(静岡) 2回戦 1 - 2 長崎総科大附(長崎)                                                                     | 1勝1敗 |                                |
| 2018年（第97回大会）  | 西京（5年ぶり3回目）         | 1回戦 2 - 3 富山第一(富山) | 0勝1敗 |                                |
| 2019年（第98回大会）  | 高川学園（2年ぶり25回目）    | 1回戦 1 - 0 北海(北海道) 2回戦 0 - 1 仙台育英(宮城)                                                                                        | 1勝1敗 |                                |
| 2020年（第99回大会）  | 高川学園（2年連続26回目）    | 1回戦 2 - 2 (PK 7 - 8) 昌平(埼玉) | 0勝1敗 |                                |
| 2021年（第100回大会） | 高川学園（3年連続27回目）    | 1回戦 4 - 2 星稜(石川) 2回戦 2 - 1 岡山学芸館(岡山) 3回戦 1 - 0 仙台育英(宮城) 準々決勝 1 - 0 桐光学園(神奈川) 準決勝 0 - 6 青森山田(青森) | 4勝1敗 | ベスト4                        |

## 学校別成績
（名称は現校名、前身学校時代を含む）
| 校名       | 出場回数 | 全国大会成績 | 備考                                  |
| ---------- | -------- | ------------ | ------------------------------------- |
| 高川学園   | 27回     | 27勝27敗     | ベスト4 3回（2005年、2007年、2021年） |
| 山口       | 19回     | 9勝19敗      | ベスト4 1回（1949年）                 |
| 小野田工   | 3回      | 1勝3敗       |                                       |
| 西京       | 3回      | 0勝3敗       |                                       |
| 岩国工     | 1回      | 0勝1敗       |                                       |
| 宇部       | 1回      | 0勝1敗       |                                       |
| 聖光       | 1回      | 1勝1敗       |                                       |
| 山口県鴻城 | 1回      | 1勝1敗       |                                       |
| 県勢計     |          | 39勝56敗     |                                       |